# La strana coppia (programma televisivo 1992)
La strana coppia è stato un varietà per la televisione, trasmesso nel 1992 da Italia 1. Scritto da Marco Balestri e Cristiano Minellono, aveva come protagonisti gli attori Massimo Boldi e Francesco Salvi.

## Storia
La trasmissione - il cui titolo era ispirato all'omonima commedia di Neil Simon, da cui era stata già tratta l'omonima serie televisiva del 1970 - è stata mandata in onda in inizio di stagione televisiva, a settembre, ma la sua registrazione era avvenuta nei mesi precedenti con tempi particolarmente contenuti per gli impegni cinematografici di Boldi, che doveva girare negli USA le sequenze in esterni del suo film di Natale di quell'anno, Sognando la California.

## Strane coppie
Lo show di Italia 1 era basato su una serie di rapidi e fulminanti sketch comici (in tutto ne furono girati centodieci) nei quali le battute venivano spesso improvvisate dai due protagonisti, con gag che nascevano talvolta con casualità durante le prove, se non direttamente in fase di ripresa televisiva, sia pure sulla base del canovaccio scritto a quattro mani dal duo Minellono-Balestri, alter ego degli interpreti e parte anch'essi del leit-motiv strana coppia, con Balestri ancora giovane come autore TV e Minellono già esperto in tale veste.

## Ospiti
In trasmissione intervenivano degli ospiti che si prestavano a fare da spalla nei siparietti comici. Fra gli altri hanno partecipato Giucas Casella, Carmen Russo e Roberta Gallese, la bambina che in quel periodo spopolava a Telemike per la sua abilità nel raccontare barzellette.